# Dél-koreai női labdarúgó-válogatott
A dél-koreai női labdarúgó-válogatott képviseli Dél-Koreát a nemzetközi női labdarúgó eseményeken. A csapatot a dél-koreai labdarúgó-szövetség szervezi és irányítja. A dél-koreai női-válogatott szövetségi kapitánya Lee Sang-Yup.
A dél-koreai női nemzeti csapat egyszer kvalifikálta magát világbajnokságra, és még nem szerepelt olimpiai játékokon. Ázsia-kupán tízszer szerepelt. 2003-ban bronzérmes lett.

## Nemzetközi eredmények

### Világbajnoki szereplés
| Év       | Helyszín         | Eredmény      | Hely | M | Gy | D | V | Rg | Kg | Gk  | P |
| -------- | ---------------- | ------------- | ---- | - | -- | - | - | -- | -- | --- | - |
| 1991     | Kína             | nem jutott be | –    | – | –  | – | – | –  | –  | –   | – |
| 1995     | Svédország       | nem jutott be | –    | – | –  | – | – | –  | –  | –   | – |
| 1999     | Egyesült Államok | nem jutott be | –    | – | –  | – | – | –  | –  | –   | – |
| 2003     | Egyesült Államok | csoportkör    | 14.  | 3 | 0  | 0 | 3 | 1  | 11 | -10 | 0 |
| 2007     | Kína             | nem jutott be | –    | – | –  | – | – | –  | –  | –   | – |
| 2011     | Németország      | nem jutott be | –    | – | –  | – | – | –  | –  | –   | – |
| 2015     | Kanada           |               |      |   |    |   |   |    |    |     |   |
| Összesen | Összesen         | 1 / 6         |      | 3 | 0  | 0 | 3 | 1  | 11 | -10 | 0 |

### Ázsia-kupa szereplés
| Év       | Helyszín       | Eredmény   | Hely | M  | Gy | D | V  | Rg  | Kg | Gk  | P  |
| -------- | -------------- | ---------- | ---- | -- | -- | - | -- | --- | -- | --- | -- |
| 1975     | Hongkong       | nem indult | –    | –  | –  | – | –  | –   | –  | –   | –  |
| 1977     | Tajvan         | nem indult | –    | –  | –  | – | –  | –   | –  | –   | –  |
| 1979     | India          | nem indult | –    | –  | –  | – | –  | –   | –  | –   | –  |
| 1981     | Hongkong       | nem indult | –    | –  | –  | – | –  | –   | –  | –   | –  |
| 1983     | Thaiföld       | nem indult | –    | –  | –  | – | –  | –   | –  | –   | –  |
| 1986     | Hongkong       | nem indult | –    | –  | –  | – | –  | –   | –  | –   | –  |
| 1989     | Hongkong       | nem indult | –    | –  | –  | – | –  | –   | –  | –   | –  |
| 1991     | Japán          | csoportkör | –    | 3  | 0  | 0 | 3  | 0   | 22 | -22 | 0  |
| 1993     | Malajzia       | csoportkör | –    | 3  | 1  | 0 | 2  | 4   | 9  | -5  | 3  |
| 1995     | Malajzia       | negyedik   | 4.   | 3  | 2  | 1 | 2  | 11  | 5  | 6   | 7  |
| 1997     | Kína           | csoportkör | –    | 2  | 1  | 0 | 1  | 11  | 1  | 10  | 3  |
| 1999     | Fülöp-szigetek | csoportkör | –    | 4  | 3  | 0 | 1  | 30  | 5  | 25  | 9  |
| 2001     | Tajvan         | negyedik   | 4.   | 4  | 4  | 0 | 2  | 16  | 10 | 6   | 12 |
| 2003     | Thaiföld       | bronzérmes | 3.   | 6  | 4  | 1 | 1  | 22  | 5  | 17  | 13 |
| 2006     | Ausztrália     | csoportkör | –    | 4  | 2  | 0 | 2  | 14  | 6  | 8   | 6  |
| 2008     | Vietnám        | csoportkör | –    | 3  | 2  | 0 | 1  | 5   | 3  | 2   | 6  |
| 2010     | Kína           | csoportkör | –    | 3  | 1  | 1 | 1  | 6   | 3  | 3   | 4  |
| Összesen | Összesen       | 10 / 17    |      | 35 | 20 | 4 | 20 | 119 | 69 | 50  | 64 |

### Olimpiai szereplés
| Év       | Helyszín       | Eredmény      | Hely | M | Gy | D | V | Rg | Kg | Gk | P |
| -------- | -------------- | ------------- | ---- | - | -- | - | - | -- | -- | -- | - |
| 1996     | Atlanta        | nem jutott be | –    | – | –  | – | – | –  | –  | –  | – |
| 2000     | Sydney         | nem jutott be | –    | – | –  | – | – | –  | –  | –  | – |
| 2004     | Athén          | nem jutott be | –    | – | –  | – | – | –  | –  | –  | – |
| 2008     | Peking         | nem jutott be | –    | – | –  | – | – | –  | –  | –  | – |
| 2012     | London         | nem jutott be | –    | – | –  | – | – | –  | –  | –  | – |
| 2016     | Rio de Janeiro |               |      |   |    |   |   |    |    |    |   |
| Összesen | Összesen       | 0 / 5         |      | – | –  | – | – | –  | –  | –  | – |

## Lásd még
- Dél-koreai labdarúgó-válogatott